# ويز
ويز (بالإنجليزية: Waze، وبالعبرية: ווייז) هو تطبيق محمول يعمل على الهواتف الذكية والحواسيب اللوحية التي تدعم نظام التموضع العالمي، ويوفر معلومات منعطف بمنعطف وتفاصيل أوقات الرحلات والمسارات، يقوم بتنزيل المعلومات المعتمدة على الموقع عبر الشبكات المنتقلة. تم تأسيس شركة «ويز موبايل» في إسرائيل واستحوذت عليها جوجل عام 2013 م.
فاز ويز بجائزة أفضل تطبيق محمول في مؤتمر الجوالات العالمي 2013، هازمًا بذلك دروبوكس، وفليب بورد، وغيرهم. في 11 يونيو 2013، أكملت جوجل استحواذها على ويز بمبلغ 1.3 مليار دولار أمريكي حسب التقارير. كجزء من الاتفاقية الموقعة، كل من موظفي ويز البالغ عددهم 100 موظف استقبل ما متوسطه 1.2 مليون دولار أمريكي.

## تاريخ التطوير
ويز تم برمجته وتطويره في إسرائيل برأس مال استثماري أمريكي لشركة BlueRun Ventures ، ثم اشترته جوجل في عام 2013.
في 2006 تم إطلاق مشروع اجتماعي باسم "FreeMap Israel" وكان هو النواة الأولى للتطبيق ثم لشركة ويز.

## وصلات خارجية
- ويز على موقع Google Play (الإنجليزية)
- الموقع الإلكتروني